# Брезје под Наносом
Брезје под Наносом (словен. Brezje pod Nanosom, итал. Bresie) је насељено место у општини Постојна, Приморско-нотрањска регија, Словенија.

## Историја
До територијалне реорганизације у Словенији било је у саставу старе општине Постојна.

## Становништво
У попису становништва из 2011. године, Брезје под Наносом је имало 43 становника.
| Број становника према пописима | Број становника према пописима | Број становника према пописима |
| ------------------------------ | ------------------------------ | ------------------------------ |
| 1991                           | 2002                           | 2011                           |
| 33                             | 31                             | 43                             |

Напомена: До 1953. исказивано под именом Брезје.